# Леонкин, Дмитрий Максимович
Дмитрий Максимович Леонкин (укр. Дмитро Максимович Леонкін; 16 декабря 1928 с. Мыс Доброй Надежды, Сасовский район, Рязанская область, СССР — 1980 г. Львов, Украинская ССР) — советский гимнаст, олимпийский чемпион 1952 года, мастер спорта (1949), тренер.

## Спортивные достижения
- Олимпийский чемпион 1952 (командное первенство).
- Бронзовый призёр Олимпийских игр 1952 (упражнения на кольцах).
- Чемпион СССР 1951 (упражнения на кольцах); 1951, 1954 (вольные упражнения).
- Серебряный призёр чемпионата СССР 1954 (опорный прыжок); 1953, 1958 (вольные упражнения).
- Бронзовый призёр чемпионата СССР 1952 (вольные упражнения), 1953 (опорный прыжок), 1954 (кольца).

## Биография
Окончил школу тренеров Военного института физической культуры и спорта (1951).